# عمارة البنغال

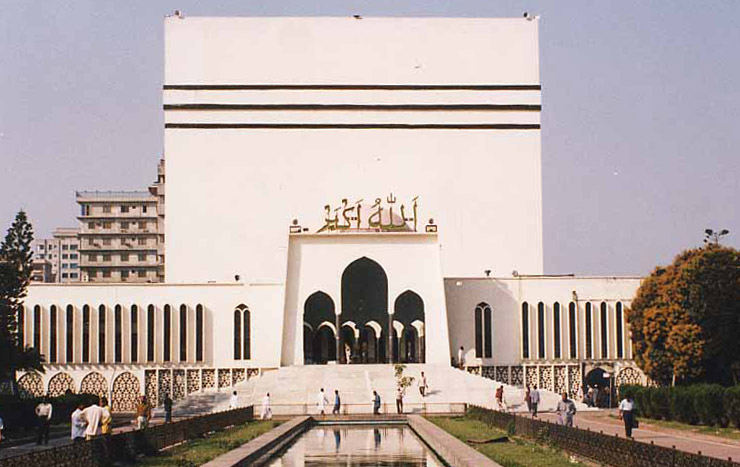

تتميز عمارة البنغال التي تضم الدولة الحديثة لبنغلاديش والولايات الهندية في غرب البنغال وترايبورا ووداي باراك في آسام، بتاريخ طويل وغني يمزج العناصر الأصلية من شبه القارة الهندية مع تأثيرات من أجزاء مختلفة من العالم. تشمل العمارة البنغالية كلًا من العمارة الحضرية القديمة والعمارة الدينية والعمارة الريفية المحلية ومنازل التاون هاوس الاستعمارية والمنازل الحضرية والأساليب الحضرية الحديثة. أسلوب البنغل هو تصدير معماري بارز للبنغال. تكررت أبراج الزاوية للمباني الدينية البنغالية في جنوب شرق آسيا في العصور الوسطى. بُنيت الأسقف البنغالية المنحنية المناسبة لتساقط الأمطار الغزيرة للغاية، بنمط محلي متميز من العمارة الهندية الإسلامية، واستُخدمت كنوع من التزيين في مكان آخر في شمال الهند في عمارة مغول الهند.
لا تُعد البنغال غنية بحجارة البناء، وبالتالي تستخدم العمارة البنغالية التقليدية في الغالب الطوب والخشب، مما يعكس أنواع الخشب والخيزران وأساليب العمارة العامية للمنازل. تُعتبر اللوحات المنحوتة أو المصبوبة من الطين النضيج (نفس مادة الطوب) ميزة خاصة. يُعد الطوب مادة متينة للغاية، ويستخدم السكان المحليون المباني القديمة المهجورة كمصدر مناسب للمواد، وغالبًا ما تُجرد من أساساتها على مر القرون.

## العصور القديمة والبوذية
سُجل التحضر في المنطقة منذ الألفية الأولى قبل الميلاد. كان هذا جزءًا من الموجة الثانية من الحضارة المدنية في شبه القارة الهندية، بعد تراجع حضارة وادي السند. كانت البنغال القديمة جزءًا من شبكة من المراكز الحضرية والتجارية الممتدة إلى بلاد فارس القديمة. توفر المواقع الأثرية مثل آثار ماهاستانغار وباهاربور وواري باتيشوار وتشاندراكتوغاره ومايناماتي دليلًا على حضارة مدنية منظمة للغاية في المنطقة. أصبح الطين النضيج سمة مميزة للبناء البنغالي، إذ افتقرت المنطقة إلى مخزونات الحجر. أُنتج الطوب من طين دلتا البنغال.
وصلت العمارة البنغالية القديمة ذروتها خلال فترة إمبراطورية بالا (750- 1120)، وكانت هذه القاعدة البنغالية وآخر إمبراطورية بوذية في شبه القارة الهندية. توجهت معظم الرعاية نحو الفيهارا والمعابد والستوبا البوذية. أثرت عمارة بالا على العمارة التبتية وعمارة جنوب شرق آسيا. يُعد اليوم النصب الأكثر شهرة الذي بناه أباطرة بالا سومابورا ماهافيهارا، أحد مواقع التراث العالمي لليونسكو. يعتقد المؤرخون أن سومابورا كانت نموذجًا لمعماريي أنغكور وات في كمبوديا.

## العصور الوسطى والعصور الحديثة المبكرة

### الهندوسية والجاينية
كانت البنغال واحدة من آخر معاقل البوذية في العصور الوسطى، وكانت المعابد الهندوسية قبل الفتح الإسلامي (بدءًا من عام 1204) صغيرة نسبيًا. حكمت سلالة سينا الهندوسية لمدة قرن قبل الفتح، وبنت معبد داكشواري المتواضع نسبيًا في دكا، على الرغم من إعادة بنائه بشكل عظيم.
يُستخدم مصطلح دول أو دولا لأسلوب عمارة معابد الجاينيين والهندوس في البنغال، إذ يفتقر المعبد إلى الماندابا المعتاد بجانب الضريح، وتتكون الوحدة الرئيسية من الضريح فقط والدولا فوقه. نشأ هذا الأسلوب بين القرنين السادس والعاشر وقد تحولت معظم الأمثلة عنه إلى آثار. يُشبه هذا الأسلوب من نواح أخرى عمارة كالينغا في أوديشا، حيث يُستخدم المصطلح أيضًا للهياكل العلوية ويُطلق عليها الشيكارا في مناطق أخرى من شمال الهند، وتتبع بعض المعابد الأصغر في أوديشا هذا الشكل. أصبحت المعابد اللاحقة التي تمثل هذا الأسلوب أصغر بشكل عام وشملت ميزات متأثرة بالعمارة الإسلامية.
تعود معظم المعابد الناجية والتي هي بحالة معقولة إلى نحو القرن السابع عشر فصاعدًا بعد إحياء مباني المعابد، وتوقفت بعد الفتح الإسلامي في القرن الثالث عشر. يتميز أسلوب تسقيف العمارة الهندوسية بكونه فريدًا من نوعه، إلى جانب ارتباطه ارتباطًا وثيقًا بنمط البناء التقليدي المسقوف في المباني الريفية. غالبًا ما يُنسب «الارتجال واسع النطاق في المصطلح المعماري المحلي» الذي تعرضه المعابد، إلى النقص المحلي في كهنة البراهمة لتقديم التوجيه الصارم إلى حد ما فيما يتعلق بالأشكال التي تحكم عمارة المعبد في مكان آخر. غالبًا ما تصور النقوش الفخارية الموضوعات العلمانية بطريقة حيوية للغاية.
تتضمن أساليب التسقيف كلًا من جور- بنغالا ودو- تشالا وتشار- تشالا وآت- تشالا وإك- رانتا. يحتوي أسلوب دو- تشالا على قمتين سقفيتين متدليتين، في كل جانب من السطح المقسوم في منتصفه من خلال خط التقاطع، يندمج نصفا السقف في أسلوب تشار- تشالا النادر، من خلال وحدة تمتلك شكل القبة، ويحتوي أسلوب آت- تشالا المكون من طابقين على ثمانية زوايا سقفية.
تُغطى الجدران الخارجية للعديد من هذه المعابد بنقوش من الطين النضيج (الطوب المنحوت). امتلكت بينشبور في غرب البنغال مجموعة رائعة من المعابد في القرنين السابع عشر والثامن عشر، مع مجموعة متنوعة من أساليب الأسقف التي بنتها سلالة مالا.
ترتفع الأبراج الصغيرة في المعابد الكبيرة واللاحقة، من مركز أو زوايا السقف المنحني، وهي غالبًا ما تمتلك وجوهًا مستقيمة بأسقف مخروطية. تتشابه بشكل ضئيل مع برج معبد شيكارا النموذجي في شمال الهند. يشكل كل من أسلوب البانتشاراتنا («خمسة أبراج») وأسلوب مافاراتنا («تسعة أبراج») أنواعًا من هذا النمط.
تحتوي هياكل المعبد على أسقف جملونية تُدعى بالعامية التشالا، فعلى سبيل المثال، سقف جملوني بسقف مشيد بهرم من ثمانية جوانب يُدعى «آث تشالا» أو بالمعنى الحرفي الوجوه الثمانية للسقف. كثيرًا ما يكون هناك أكثر من برج واحد في مبنى المعبد مبنية من اللاتيريت والطوب مما يعرضها للظروف الجوية القاسية في جنوب البنغال. معبد داكشينيسوار كالي هو مثال على أسلوب بهانجا، بينما المعابد الصغير الإضافية لشيفا على طول ضفة النهر هي مثال على أسلوب الأسقف في جنوب البنغال وإن كانت ذات أبعاد أصغر بكثير.

### الإسلامية
يمكن رؤية العمارة الهندية الإسلامية في العمارة البنغالية منذ القرن الثالث عشر، قبل أن يعكس مغول الهند التقاليد المحلية بقوة. بُني أقدم مسجد لا يزال إلى يومنا هذا خلال عهد سلطنة دلهي. تمثل عمارة المسجد في سلطنة البنغال المستقلة (القرن الرابع عشر والخامس عشر والسادس عشر) أهم عنصر في العمارة الإسلامية في البنغال. استقى هذا النمط الإقليمي المميز إلهامه من العمارة المحلية البنغالية الأصلية، بما في ذلك أسطح الكالا المنحنية وأبراج الزاوية ومنحوتات الزهور المعقدة. تميزت مساجد السلطنة بقباب متعددة أو بقبة واحدة ومحراب ومنبر بتصميم غني مع غياب للمآذن. في حين كان الطوب الطيني والطين النضيج أكثر المواد المستخدمة على نطاق واسع، استُخدم الحجر في منطقة راره. يشمل أسلوب السلطنة أيضًا على البوابات والجسور. ينتشر الأسلوب على نطاق واسع في جميع أنحاء المنطقة.
شهدت البنغال المغولية انتشار العمارة المغولية في المنطقة، بما في ذلك الحصون والهافيلي والحدائق والخانات والحمامات والنوافير. طورت مساجد البنغال تقليد سقف دو- تشالا في شمال الهند.